# Drenova (Mallakastra)
Drenova falu Albánia délnyugati részén, Ballshtól légvonalban 3, közúton 5 kilométerre nyugati irányban. Fier megyén belül a Mallakastra községhez tartozó Qendër Dukas alközség települése. A Mallakastrai-dombságban, a Bregu i Vëndit hegy (639 m) délkeleti lábánál fekvő falu elsősorban bronzkori nyílt településéről és halomsírjairól nevezetes.